# Новомазинское сельское поселение
Новомазинское се́льское поселе́ние — муниципальное образование в Мензелинском районе Татарстана Российской Федерации.
Административный центр — село Новое Мазино.

## История
В дореволюционное время, Новое Мазино было вольным селом. В селе проживало много торговых людей. Во время начала коллективизации, большинство зажиточных людей продали своё имущество и уехали в Ижевск. После был создан колхоз "Победа", а потом совхоз "Урожайный". В селе была школа на восьмилетней основе, (ныне не рабочая). В селе работала Церковь Покрова Пресвятой Богородицы.
Статус и границы сельского поселения установлены Законом Республики Татарстан от 31 января 2005 года № 50-ЗРТ «Об установлении границ территорий и статусе муниципального образования "Мензелинский муниципальный район" и муниципальных образований в его составе».

## Население
| 2010 | 2011 | 2012 | 2013 | 2014 | 2015 | 2016 |
| ---- | ---- | ---- | ---- | ---- | ---- | ---- |
| 400  | ↘397 | ↘384 | ↘380 | ↘368 | ↘359 | ↘346 |
| 2017 | 2018 |      |      |      |      |      |
| ↘327 | ↘314 |      |      |      |      |      |

## Состав сельского поселения
| № | Населённый пункт | Тип населённого пункта       | Население |
| - | ---------------- | ---------------------------- | --------- |
| 1 | Богодаровка      | деревня                      |           |
| 2 | Новое Мазино     | село, административный центр |           |